# Burns (cognome)
Burns è un cognome di lingua inglese.

## Etimologia
Esistono diverse ipotesi sull'etimologia di Burns.
In Scozia e nell'Inghilterra settentrionale burn è un corso d'acqua, quindi il cognome potrebbe avere origine toponomastica. Secondo questa accezione, sarebbe una variante di Bourne. Ipotesi alternative, sempre di origine toponomastica, lo riconducono ad una abbreviazione di Burnhouse, "casa del/presso torrente", oppure alla città di Burness in Argyle.

Secondo un'altra ipotesi, Burns è una delle versioni anglicizzate del cognome irlandese Ó Broin, "discendente di Bran (corvo)", quindi una variante di Byrne.
Burns può inoltre essere un'abbreviazione del cognome Bernstein, adottata da ebrei emigrati in Nord America.
Un'ulteriore etimologia lo fa derivare dallo svedese e danese biorn, "orso".

## Persone
- Catherine Burns, attrice statunitense
- Chris Burns, motociclista britannico
- Edward Burns, regista, attore e sceneggiatore statunitense
- Evers Burns, cestista statunitense
- George Burns, comico ed attore statunitense
- Jacob Burns, calciatore australiano
- Jake Burns, cantante e chitarrista irlandese
- Jim Burns, cestista statunitense
- Jimmy Burns, chitarrista e cantante statunitense
- Matt Burns, wrestler statunitense
- Megan Burns, musicista e attrice britannica
- Michael Burns, dirigente sportivo ed ex calciatore statunitense
- Neal Burns, attore e regista statunitense
- Pat Burns, allenatore di hockey su ghiaccio canadese
- Pete Burns, cantante e compositore britannico
- Ralph Burns, compositore statunitense
- Rex Burns, scrittore statunitense
- Richard Burns, rallysta scozzese
- Robert Burns, poeta scozzese
- Robert Burns Woodward, chimico statunitense
- Scott Burns, produttore discografico statunitense
- Stef Burns, chitarrista statunitense
- Tommy Burns, allenatore di calcio e calciatore scozzese
- Tommy Burns, pugile canadese

## Il cognome nelle arti
- Charles Montgomery Burns è un personaggio della serie animata I Simpson.
- Heath Burns è un personaggio della linea di bambole Monster High, figlio degli elementali del fuoco.